# Citernes de Constantinople

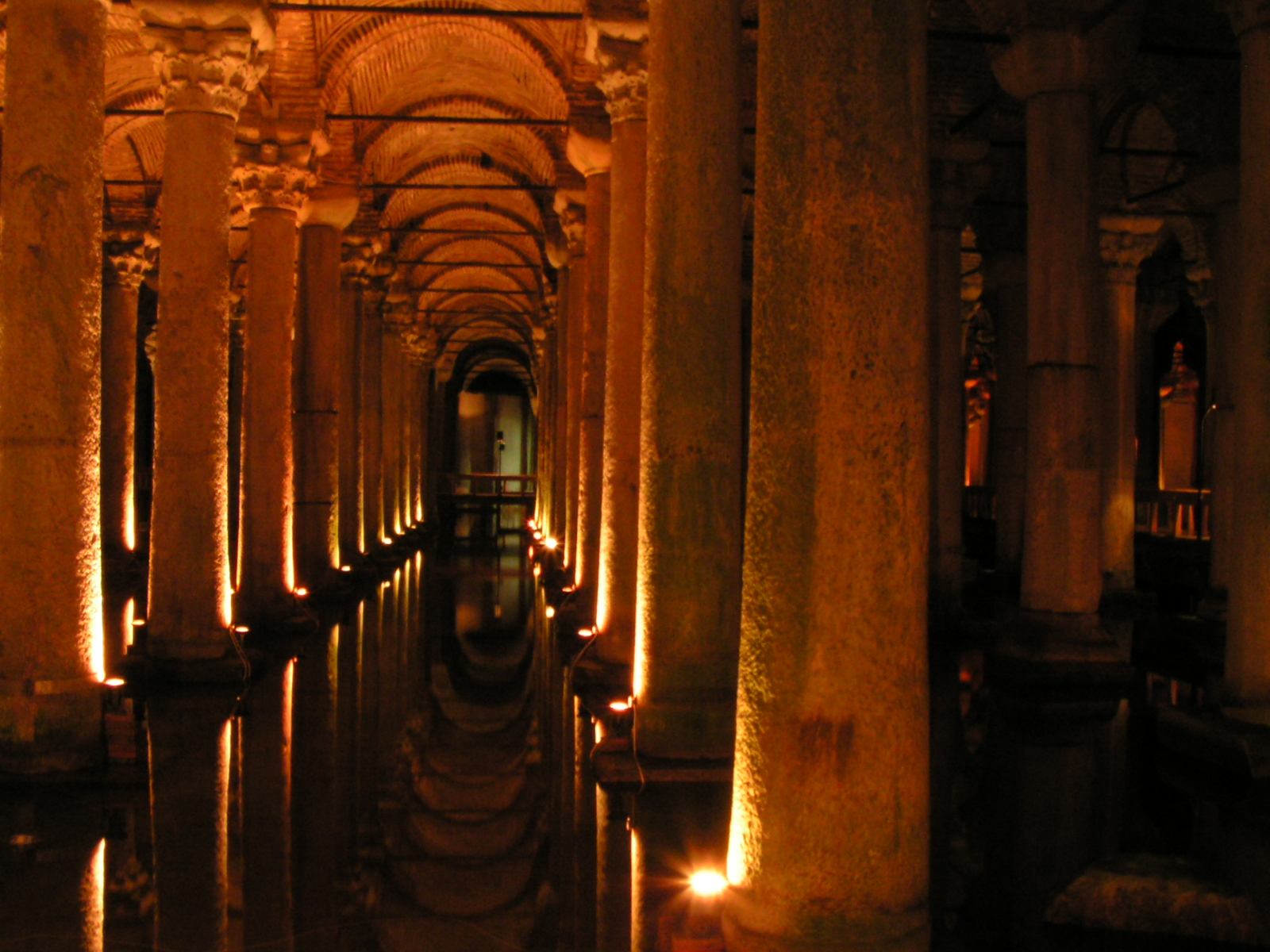
Citerne basilique (Yerebatan Sarayi)

Les citernes de Constantinople (en grec κινστέρναι / kinstérnai) étaient l'un des types de monument les plus répandus dans la capitale de l'Empire byzantin, en raison de l'absence de rivière et du petit nombre de sources présentes sur le site. L'alimentation en eau de la ville se faisait principalement par les aqueducs, dont celui de Valens, mais l'existence de grands réservoirs d'eau potable était rendue nécessaire non seulement par la possibilité que ces aqueducs soient coupés, en cas de siège notamment, mais encore pour pallier les irrégularités saisonnières du débit.
Constantinople possédait à la fois des citernes à ciel ouvert, représentant une capacité d'environ 900 000 m3  comme la citerne de Mocius, et des citernes couvertes, souterraines, dont la capacité peut être estimée à 160 000 m3. On estime le nombre de ces dernières à 80 et quelques-unes ont survécu jusqu'à l'époque contemporaine. L'eau provenait des massifs forestiers situés à l'ouest de la capitale, en Thrace.
La plupart des citernes furent construites lors des quatre premiers siècles suivant la refondation de la ville par Constantin, entre le IVe siècle et le VIIe siècle pour subvenir aux besoins en eau d'une population urbaine en forte croissance : la consommation quotidienne d'eau de la capitale était peut-être de 10 000 m3. Parmi les gros consommateurs d'eau figuraient les quelque 40 établissement thermaux de la capitale, à proximité desquels on trouvait souvent une citerne, de même que pour les églises et les monastères.
La plus vaste citerne à ciel ouvert était la citerne d'Aétius, qui doit probablement son nom à l'éparque homonyme de 419 : datée de 421, elle mesurait 244 m sur 85 m, pour une profondeur de 14 m environ et une capacité évaluée à 250 ou 300 000 m3.
Les plus importantes citernes souterraines étaient la Citerne Basilique (Yerebatan Sarayı) (78 000 m3), au sud de Chalkoprateia, et la Citerne de Philoxenos (Binbirdirek) à l'ouest de l'hippodrome (40 000 m3).